# Tunnel
En tunnel er en underjordisk passage gennem et bjerg eller under vand, vej eller jernbane.
En tunnel kan være lavet til fodgængere og/eller cyklister, normal gadetrafik, kun motorkøretøjer, jernbanetrafik eller bådfart. Nogle tunneler er lavet kun med henblik på at indeholde vand (f.eks. til vandrør, hydroelektriske formål eller kloakker). Andre er lavet til at indeholde f.eks. kabler til telekommunikation.
Der findes også tunneler, som kombinerer ovenstående.
Den centrale del af et metrosystem, såsom Københavns Metro, føres ofte igennem tunneler. For at gøre krydsninger mulige placeres sporene ofte i forskellige højder. På metrostationer er der typisk gangtunneler, så man kan gå fra én perron til en anden.
På jernbanestationer over jorden er der ofte gangtunneler under sporene, sådan at man kan komme frem til perronerne.
I Storbritannien betegner subway en gangtunnel under en vej.
Blandt de længste vejtunneler i verden er den 24,5 kilometer lange Lærdalstunnelen i Norge og Nordøtunnelen (6,2 km) og Vágartunnelen (4,9 km) på Færøerne som er undersøiske tunneler. Der er også planer om at bygge undersøiske tunneler til Sandoy og Suðuroy på Færøerne. Sandoyartunnilin vil blive knap 11 km lang. Der er også planer om en tunnel fra Sandoy til Skúvoy på 11 km og en fra Skúvoy til Sandvík på Suðuroy, som vil være 17,2 km lang. På Skúvoy vil der være nogle hundrede meter mellem de to undersøiske tunneller. Man talte først om at lave én lang undersøisk tunnel (Suðuroyartunnilin) mellem Sandoy og Suðuroy, men den ville blive godt 26 km lang og det ville blive dyrere end at lave to, hvor de to tunneler kommer op på den lille ø Skúvoy med kort afstand fra hinanden.
Sænkekassetunnelen Øresundstunnelen mellem Kastrup og Peberholm er 3.750 meter lang.
Østtunnelen (8 km) ved Storebælt er for togtrafik.

## Tunneler i Danmark og Færøerne

### Vejtunneler i Danmark
- Frederikssundsvejstunnelen
- Guldborgsundtunnelen
- Limfjordstunnelen
- Nordhavnsvej
- Drogdentunnelen

### Jernbanetunneler i Danmark
- Boulevardbanen
- Storebæltsforbindelsen
- Drogdentunnelen
- Metroen L1+2
- Metroen L3

### Vejtunneler på Færøerne
- Eysturoyartunnilin
- Hovstunnelen
- Hvalbiartunnilin
- Norderøtunnelen
- Sandoyartunnilin
- Vágartunnelen